# Realize (Nick Schilder)
Realize is een nummer van de Nederlandse zanger Nick Schilder uit 2023. Het is de tweede single van zijn eerste soloalbum Shatterproof.

## Achtergrondinformatie
"Realize" is een persoonlijk nummer waarop Schilder reflecteert op zijn eerste liefdesverdriet. Hij zingt over de pijn van een versplinterd hart en de schrijnende ervaring van het bijeenrapen van de stukjes. "Ik maak momenteel mijn meest persoonlijke muziek ooit en dat brengt een spectrum aan emoties met zich mee, van de meest diepgewortelde gevoelens tot herinneringen uit mijn jeugd. 'Realize' gaat over het overwinnen van mijn eerste liefdesverdriet, mijn reis van zelfontdekking en het zelfvertrouwen dat ik uiteindelijk vond door middel van muziek", aldus Schilder op zijn website. De Amerikaanse zanger Matt Simons heeft meegeschreven aan de tekst.
Net als voorganger Shatterproof leverde ook "Realize" Schilder een bescheiden hit op. Het nummer bereikte de 35e positie in de Nederlandse Top 40.

## Tracklijst
Muziekdownload
1. "Realize" - 2:57